# Ken Richmond
Kenneth Alan Richmond, detto Ken (Londra, 10 luglio 1926 – Christchurch, 3 agosto 2006), è stato un lottatore britannico, specializzato nella lotta libera.

## Palmarès
- Giochi olimpici

Helsinki 1952: bronzo nei pesi massimi.
- Giochi del Commonwealth

Auckland 1950: bronzo nei pesi massimi.
Vancouver 1954: oro nei pesi massimi.